# Fahrenheit 451
Fahrenheit 451 es una novela distópica del escritor estadounidense Ray Bradbury, publicada en 1953 y considerada una de sus mejores obras. La novela presenta una sociedad estadounidense del futuro en la que los libros están prohibidos y existen «bomberos» que queman cualquiera que encuentren. En la escala de temperatura Fahrenheit (°F), 451 grados equivalen a 232,8 °C y su significado se explica en el subtítulo de la obra: «Fahrenheit 451: la temperatura a la que el papel de los libros se inflama y arde». El protagonista del relato es un bombero llamado Montag que acaba por cansarse de su papel como censurador de conocimiento, decide renunciar a su trabajo y finalmente se une a un grupo de resistencia que se dedica a memorizar y compartir las mejores obras literarias del mundo.
La novela ha sido objeto de interpretaciones que se enfocan en el papel histórico que ha tenido la quema de libros para reprimir ideas disidentes. En una entrevista de radio de 1956, Bradbury afirmó haber escrito Fahrenheit 451 por sus preocupaciones durante la era McCarthy de la amenaza de quema de libros en los Estados Unidos. En años posteriores lo describió como un comentario sobre la forma en que los medios de comunicación de masas reducen el interés por la literatura.

## Antecedentes
Bradbury exploró la escritura y la temática de Fahrenheit 451 en algunos de sus cuentos anteriores. Entre 1947 y 1948, Bradbury escribió Bright Phoenix, un cuento sobre un bibliotecario que se enfrenta a un "Censor jefe" que quema libros. Sin embargo, no sería publicado hasta 1963 en The Magazine of Fantasy & Science Fiction.

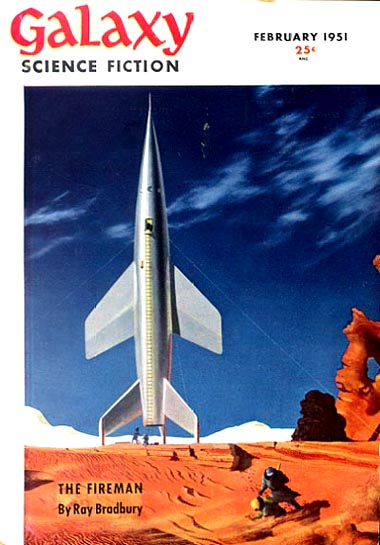
Portada de Galaxy Science Fiction de febrero de 1951.

En febrero de 1951, aparece publicada en Galaxy Science Fiction la novela corta The Fireman. Bradbury amplió este relato hasta convertirlo en una novela, Farenheit 451, acabando el manuscrito en 1953, el mismo año de su publicación.

## Argumento
Guy Montag es un bombero encargado de quemar los libros por orden del gobierno. Los bomberos habían sido reasignados a esa tarea para evitar su desempleo, ya que se había descubierto un material incombustible que había eliminado la posibilidad de incendios de casas. Su esposa Mildred es superficial y vive encerrada en su casa mirando su televisor gigante, que ocupa toda una pared del salón, ansiando poder tener las cuatro paredes con TV.
En el cuartel, Montag convive con otros bomberos, su capitán Beatty y el Sabueso Mecánico, un perro-robot que puede identificar a las personas mediante la detección de las sustancias químicas de cada una. 
Un día Montag conoce a Clarisse McClellan, una chica que vive al lado de su casa, la cual le hace reflexionar acerca de si es feliz o no. Otro día, cuando Montag y su equipo están por quemar una cantidad de libros, la dueña de los mismos se inmola junto con ellos delante de todos los bomberos. Confuso sobre si los libros son buenos o no, e impresionado por la acción de aquella persona que prefirió arder con su biblioteca antes que vivir sin ella, Montag decide robar uno. Días más tarde Clarisse desaparece. El capitán Beatty sospecha que Montag esté guardando libros y le da una charla hablando del peligro de los libros, de la diversidad de ideas, del origen de la profesión y de la sociedad de hoy en día.
Cuando el capitán se va, Guy decide pasar la tarde leyendo con su esposa, Mildred Montag. Más tarde y después de unos días leyendo, decide buscar a alguien que le guiase en cuanto al tema de los libros. Recordó que hace un año estuvo hablando con un hombre que sabía del tema, el profesor Faber, este le dio su dirección y Montag aún la guardaba, va a su casa (con la Biblia) y habla con él. Faber le da un auricular de radio para comunicarse con él y lo manda a la estación de bomberos.
Ahí, Montag conversa con otros bomberos y con Beatty, quien pasa el tiempo 'provocando' a Montag, hablándole de un sueño que tuvo en el cual ellos discutían sobre los libros. Suena la campana, y toca ir a trabajar, pero Montag da con la sorpresa de que van a su propia casa, ya que Mildred dio la alarma y salió corriendo. Después de quemar su casa, Beatty dice a Montag que será arrestado y que buscará a la persona que está detrás del auricular que tiene, por lo que Montag enfurece y con su lanzallamas quema vivo a Beatty. Ante esto, el Sabueso Mecánico (posiblemente programado por Beatty con anticipación) se lanza sobre él y casi lo mata, pero el Sabueso acaba también quemado por Montag.
Desesperado, Montag quiere huir a casa de Faber, pero debido a que un nuevo Sabueso Mecánico lo está buscando, el profesor le indica que se dirija al río, donde el Sabueso perdería su rastro. En su huida, Montag observa que todos los televisores de la ciudad están transmitiendo en vivo su propia persecución y se dirige al río. Efectivamente, el Sabueso pierde el rastro, pero termina matando a un vagabundo, que termina siendo un chivo expiatorio para hacer creer al público televidente que han castigado al verdadero culpable. 
Montag se aleja de la ciudad y encuentra a unos antiguos profesores y su 'líder', Granger, quien le explica que cada persona ha memorizado un texto de un libro, para que el conocimiento no se pierda. Más tarde, la ciudad es bombardeada y todo el mundo muere, excepto Montag y los intelectuales, estos deciden reconstruir la sociedad entre todos.

## Reconocimientos
En 1954, Fahrenheit 451 ganó el premio en literatura de la Academia Estadounidense de las Artes y las Letras y la medalla de oro del Commonwealth Club of California. En 1984 recibió un premio Prometheus de categoría «Salón de la Fama» y en 2004, un premio Hugo retrospectivo de 1954. En los premios Grammy de 1977, la versión en audiolibro de 1976 recibió una nominación en la categoría de mejor grabación hablada.

## Adaptaciones
Entre las adaptaciones de la obra se incluyen una película de 1966 dirigida por François Truffaut y una dramatización de 1982 emitida por BBC Radio. Bradbury publicó una versión teatral en 1979 y ayudó a desarrollar en 1984 un videojuego de ficción interactiva titulado Fahrenheit 451. HBO estrenó en 2018 una película homónima basada libremente en la novela y sus personajes.
En 2009 la editorial Hill and Wang (una división de Farrar, Straus and Giroux, LLC, Nueva York) publicó la novela gráfica Ray Bradbury's Fahrenheit 451 The authorized adaptation, con ilustraciones de Tim Hamilton y texto del propio Bradbury, quien además escribió una introducción.
La novela también se adaptó en
Treehouse of Horror Presents: Simpsons Wicked This Way Comes (2024), séptimo episodio de la trigésimo sexta temporada de la serie de televisión animada estadounidense Los Simpson, en el que se hace un homenaje a Bradbury. El título hace referencia a su novela de 1962 La feria de las tinieblas (en inglés: Something Wicked This Way Comes). En el episodio se recrean, además de Fahrenheit 451, el relato Marionetas S. A. (1949) y  el relato originalmente radiofónico The Screaming Woman (1948) después publicado como relato homónimo (1952).

## Traducciones al español
- BRADBURY, Ray (1958). Fahrenheit 451. Traducción de Francisco Abelenda (pseudónimo de Francisco Porrúa). Buenos Aires: Minotauro. Con numerosas reediciones en Minotauro (Barcelona) a partir de 1996, Círculo de Lectores (Barcelona) y Planeta DeAgostini (Barcelona).
- BRADBURY, Ray (1967). Fahrenheit 451. Traducción de Alfredo Crespo López. Barcelona: Plaza & Janés. Con numerosas reediciones en Plaza & Janés, Ediciones Orbis (Barcelona) y Debolsillo (Barcelona).
- BRADBURY, Ray (2012). Fahrenheit 451. Traducción de Ángel Crespo Pérez de Madrid. Edición escolar. Barcelona: Debolsillo.
- BRADBURY, Ray (2016). Fahrenheit 451. Traducción de Alfredo Crespo López. Edición revisada. Barcelona: Debolsillo. Con reimpresiones posteriores.